# Elisabeth Karlsson
Elisabeth Karlsson (* 20. Juli 1967) ist eine ehemalige schwedische Judoka. Sie war Weltmeisterschaftszweite 1986 und gewann zwei Silber- und drei Bronzemedaillen bei Europameisterschaften.

## Sportliche Karriere
Bis 1986 trat Elisabeth Karlsson im Mittelgewicht an, der Gewichtsklasse bis 66 Kilogramm. Bei den Weltmeisterschaften 1984 belegte sie den fünften Platz, nachdem sie im Halbfinale gegen die Niederländerin Irene de Kok und im Kampf um Bronze gegen die Britin Dawn Netherwood verloren hatte. Im Jahr darauf fanden die Europameisterschaften 1985 in Landskrona statt. Karlsson unterlag im Viertelfinale der Französin Brigitte Deydier, im Kampf um Bronze bezwang sie Dawn Netherwood. Neben Karlsson gewann mit Tipi Kantojärvi eine weitere Schwedin eine Medaille vor heimischem Publikum. Bei den Europameisterschaften 1986 in London bezwang Karlsson Dawn Netherwood im Viertelfinale und unterlag Brigitte Deydier im Halbfinale. Im Kampf um Bronze gewann sie gegen die Österreicherin Roswitha Hartl. Sieben Monate später fanden in Maastricht die Weltmeisterschaften 1986 statt. Karlsson bezwang im Halbfinale die Belgierin Godelieve Lieckens, im Finale unterlag sie Brigitte Deydier. Dies war (Stand 2019) die einzige Weltmeisterschaftsmedaille im Judo für Schweden.
Ab 1987 kämpfte Karlsson im Halbschwergewicht, der Gewichtsklasse bis 72 Kilogramm. Bei den Europameisterschaften in Paris unterlag sie im Viertelfinale der Belgierin Ingrid Berghmans, im Kampf um Bronze verlor sie gegen die Polin Stefania Drzewicka und belegte den fünften Platz. Bei den Weltmeisterschaften 1987 in Essen belegte sie den siebten Platz nach Niedertlagen gegen Ingrid Berghmans und die Französin Laetitia Meignan. 1988 gewann Karlsson bei den Europameisterschaften in Pamplona eine Bronzemedaille. 1989 bei den Europameisterschaften in Helsinki bezwang Karlsson im Halbfinale die Niederländerin Marion van Dorssen, im Finale unterlag sie Ingrid Berghmans. Bei den Weltmeisterschaften 1989 schied sie frühzeitig gegen die Bulgarin Galina Tsolowa aus. 1991 bei den Europameisterschaften in Prag bezwang Karlsson im Halbfinale die Belgierin Ulla Werbrouck, im Finale unterlag sie Laetitia Meignan. Ihr letztes großes internationales Turnier waren die Weltmeisterschaften 1991. Karlsson unterlag im Viertelfinale der Japanerin Yōko Tanabe und schied dann in der Hoffnungsrunde aus.